# Xoanodera singularis
Xoanodera singularis es una especie de escarabajo longicornio del género Xoanodera, tribu Cerambycini, subfamilia Cerambycinae. Fue descrita científicamente por Holzschuh en 2007.

## Descripción
Mide 17,7-22,5 milímetros de longitud.

## Distribución
Se distribuye por Malasia (Borneo).